# Rio Layon
O rio Layon é um rio francês que é afluente do rio Loire.
Da nascente até a foz, o rio Layon faz um percurso total de 86 km pelas regiões de Poitou-Charentes e Pays de la Loire. Atravessa:
- Deux-Sèvres: Saint-Maurice-la-Fougereuse, Genneton
- Maine-et-Loire[1]: Cléré-sur-Layon, Passavant-sur-Layon, Nueil-sur-Layon, Les Verchers-sur-Layon, Concourson-sur-Layon, Saint-Georges-sur-Layon, Faveraye-Mâchelles, Thouarcé, Rablay-sur-Layon, Beaulieu-sur-Layon, Saint-Lambert-du-Lattay, Saint-Aubin-de-Luigné, Chaudefonds-sur-Layon, Chalonnes-sur-Loire